# 莫娜·乌尔曼
莫娜·乌尔曼（挪威語：Mona Ullmann，1967年5月14日—），挪威女子田径运动员。她曾代表挪威参加1984年、1988年和1992年夏季残疾人奥林匹克运动会田径比赛，获得二枚金牌、三枚银牌和六枚铜牌。